# Maison Senny
À ne pas confondre avec la Maison de Seny à Boëlhe
La maison Senny est un bâtiment ancien et classé situé à Filot faisant partie de la commune de Hamoir en province de Liège (Belgique). 

## Localisation
La maison est située au centre du village de Filot, au no 3 de la place du Tilleul, à proximité de la rue de Godinry.

## Historique
D'après les éléments datés encore présents sur les façades du bâtiment, il apparaît que cet immeuble a été érigé en deux périodes très rapprochées. La grange, située à droite, comporte au-dessus de la porte charretière une petite niche portant l'inscription SMPPN 1755 alors que le corps de logis possède sur son pignon nord quatre ancres formant la date de 1765 (le chiffre 5 est actuellement manquant). Le pignon sud du corps de logis présentant un ressaut laisse penser que la construction de la grange est antérieure à celle du corps de logis.

## Description
La maison est construite en moellons de pierre calcaire, matériau local de la région de la Calestienne où est implantée la ferme située à la limite de cette région et de l'Ardenne. 
Le corps de logis est la partie la plus remarquable de cette construction. Il forme un haut volume étroit encore accentué par la pente de la toiture. La façade principale haute de deux niveaux et demi ne possède pas de porte d'entrée mais six baies rectangulaires. La porte d'entrée se situe sur le pignon sud, au sommet d'un perron de huit marches. Le pignon nord compte quatre baies à meneau.
La grange possède une imposante porte charretière formant un arc en anse de panier surmonté d'une petite niche abritant une statue de la Vierge.

## Classement
La maison Senny est classée comme monument depuis le 28 mai 1973.

### Sources et liens externes
- Inventaire du patrimoine culturel immobilier de la Région wallonne